# Asuncion Arriola-Perez
Asuncion Arriola-Perez (Gasan, 15 augustus 1895 - 1967) was een Filipijns sociaal werkster en schrijver. Ze was lid van het kabinet van Elpidio Quirino

## Biografie
Asuncion Arriola-Perez werd geboren op 15 augustus 1895 in de Gasan in de Filipijnse provincie Marinduque. Ze was het oudste kind uit een gezin van zes kinderen. Haar ouders waren Quirico Arriola en Severina Mandac. Na het behalen van haar middelbareschooldiploma in 1915 voltooide ze in in 1917 de Bachelor-opleiding aan het University of the Philippines. In 1926 voltooide ze nog een master-opleiding sociologie aan de University of Wisconsin.
Arriola-Perez begon haar loopbaan in 1920 als lerares op een middelbare school. Van 1926 tot 1930 was ze Executive Secretary van Associated Charities. Van 1941 tot 1942 was ze directeur van het Bureau of Public Welfare. Na de Tweede Wereldoorlog vervulde ze opnieuw deze functie tot ze in 1947 werd benoemd tot commissaris van Sociaal Welzijn. Deze positie werd in 1951 opgewaardeerd tot Administrator van Sociaal Welzijn, een functie op kabinetsniveau. Ze was daarmee de eerste Filipijnse vrouw op dat niveau. Nadat president Elpidio Quirino de verkiezingen verloor, nam ze ontslag bij de overheid. 
Asuncion Arriola-Perez overleed in 1967. Ze was getrouwd met Cirilo B. Perez, die in de Tweede Wereldoorlog door de Japanners werd gevangengehouden in Fort Santiago en uiteindelijk geëxecuteerd. Samen kregen ze twee zonen en een dochter.